# Fundação CECIERJ
A Fundação Centro de Ciências e Educação Superior a Distância do Estado do Rio de Janeiro – Fundação CECIERJ desenvolve projetos nas áreas de educação superior a distância e divulgação científica.

## Cursos de graduação
- Bacharelado em Administração
- Bacharelado em Administração Pública
- Bacharelado em Ciências Contábeis
- Bacharelado em Engenharia de Produção
- Licenciatura em Ciências Biológicas
- Licenciatura em Física
- Licenciatura em Geografia
- Licenciatura em História
- Licenciatura em Matemática
- Licenciatura em Pedagogia
- Licenciatura em Química
- Licenciatura em Turismo
- Licenciatura em Letras
- Tecnologia em Sistemas de Computação
- Tecnologia em Turismo
- Tecnologia em Segurança Pública

## Revistas da Fundação Cecierj
A Fundação CECIERJ, por meio de sua diretoria de Extensão, é responsável pela coordenação de duas revistas virtuais focadas no ensino e pesquisa:
- A Revista da Educação Pública é um espaço de interação entre os professores e educadores.
- A Revista EAD em Foco é uma revista científica em educação a distância.